# 南国ドミニオン
『南国ドミニオン King of solitary island』（なんごくドミニオン）は2005年2月18日にソフトハウスキャラから発売された18禁シミュレーションゲーム。

## 概要
事故により無人島に漂着した主人公が、他の漂着者と協力したり妨害したりしながら、食料などの必要生活物資を確保しつつ生き延びていく。取扱説明書には「明確な目的は存在しない」とあり、無人島の脱出を目指す他、無人島に永住する選択肢も存在する。漂着した仲間との友好関係を深め、新たに文化的なものを増やし、サバイバルスキルを増やすことで無人島での生活を楽に暮らしやすくする過程を楽しむ要素もある。また、ゲームの進め方により結末が変わる、マルチエンディングシステム方式を採用している。
「同じシステムを使って『巣作りドラゴン』より売れるゲームを作れる自信がない」「楽しんでゲームを作りたい」といった理由から、『巣作りドラゴン』とは別方向のゲームとなった。

## ストーリー
主人公は飛行機事故により無人島に漂着した。様々な理由（飛行機事故や海難など）でその島にたどり着いた遭難者は主人公を含め十名。島には湧き水があり動植物も豊富だったことから全員で無人島生活を始める。
通信機や無線といったものは壊れていたものの、島の浜には飛行機の破片や食料も漂着していた為、無人島での遭難生活をしながら救助を待っていた。だが、1週間待っても救助の気配が無く、また島に火山がある火山島であったため万が一のことも考えて、島からの脱出へ向けた生活を漂着者全員の会議で提案され了承される。
しかし主人公は、通信機等にある人為的に壊された跡や、森の中に本来共同貯蓄しか認められない食料などが集められた場所を発見しており、メンバーを完全に信用していなかった。こうして相互に疑念を持ちつつも、無人島からの脱出を目指した半共同生活が始まった。

## システム
行動は週初めの会議により週単位で漂着者全員の行動方針が決められ、個々人は1日昼夜2ターンで行動してゆく。

### 会議
島にいる漂着者達が集まって、一週間の方針を決定する。雨や災害により全員が行動できない場合は、翌日に順延される。会議の内容によって、他のキャラクターの行動や行動力が変化し、また会議の方針に従ったかどうかで他のキャラクターからの好感度に影響する。

### アクション
1ターンに行うことの出来るアクションは以下の通りとなっている。
- 移動 - 島の他の地域へ移動する。
- 生活 - 食料の収集・アイテムの開発などを行う。
- 施設製作 - 施設を製作する。
- 施設利用 - 稼動している施設から、物品の出し入れを行う。
- 装備 - 所持しているアイテムを装備する。
- 共同倉庫 - 共同倉庫へ物品・食料の出し入れを行う。
- 会話 - 同一地域にいる漂着者と会話する。
- 睡眠 - ターンを進める。

一つのアクションにつき行動力を1消費し、全て消費するか睡眠を選択すると次のターンになる。

## 登場人物
各キャラクターネームはゲーム中でのあだ名（通称）である。島での共同生活を始める際に自己紹介をせずにあだ名同士で呼び合い、それが定着してしまっている。本名を含む他人の情報を知るためには、その相手と仲良くなる必要がある。
アロハ
主人公。本名：木下 喜一郎（きのした きいちろう）。年齢22歳のフリーターで2箇所のアルバイトで生計を立てていた。事故のショックで記憶喪失となり、家族や何のアルバイトをしていたかといった情報が抜け落ちている。あだ名の由来はアロハシャツを着ていたことから。
お嬢
声 - 春日アン
本名：真田 夕美（さなだ ゆみ）。学園生で探検部のOG。アロハを「お兄ちゃん」と呼びやたらと懐く。
ポニー
声 - ダイナマイト☆亜美
本名：大谷 奈菜（おおたに なな）。浪人生兼フリーター。あだ名の由来であるポニーテールを決して下ろそうとしない。
姫
声 - 神崎ちひろ
本名：中川 倉子（なかがわ くらこ）。子供のころから女優を中心として活動する芸能人。小柄で小動物的な雰囲気を持つ。
ドクター
声 - 紫苑みやび
本名：前田 ちひろ（まえだ ちひろ）。船医。女性陣の最年長（ママ曰く、24をボーダーラインにすると唯一のアダルト組）であるが男性経験はない。
ママ
声 - 宇佐美桃香
本名：林 神代（はやし かみよ）。専業主婦。あだ名の由来は女性陣で唯一の既婚者であるため。
メイド
声 - 大波こなみ
本名：山内 未来（やまうち みらい）。あだ名はメイド服を着ていることに由来するが、家事一般に関しては全くの不得手で、戦闘能力や工作活動を得意とする。
メガネ
声 - 一条光
本名：浅野 次郎（あさの じろう）。サラリーマン。あだ名の由来は眼鏡をかけていることから。会議などの司会進行を得意とする。
ブック
声 - 原田友貴
本名：荒木 獅子男（あらき ししお）。小説家。あだ名の由来は職業から。
パパ
声 - 植木亨
本名：小西 豪造（こにし ごうぞう）。魚屋店主。酒と釣りが大好き。あだ名の由来は男性陣の最年長であるため。
その他の声優として、西田こむぎ、金松由花。

## 主題歌
「ラムラムFISH」
作詞・作曲・編曲：畑亜貴
歌唱：大波こなみ、咲良、みろみろ☆むむ